# Поморска битка за Гвадалканал
Поморска битка за Гвадалканал (енгл. Naval Battle of Guadalcanal), вођена од 12. до 15. новембра 1942, била је америчка победа током рата на Пацифику.

## Позадина

### Јапански планови
После неколико неуспелих покушаја да избаце Американце са острва Гвадалканал, главног ратишта на Соломоновим острвима, Јапанци су решили да средином новембра 1942. превезу на острво читаву дивизију (13.500 људи), која је заједно са раније пребаченим деловима и уз подршку јаких флотних снага требало да уништи амерички мостобран. Искрцавање је требало извршити ноћу 14/15. новембра. Неутралисање америчког ваздухопловства на острву бомбардовањем аеродрома с мора, стављено је у задатак јаким флотним снагама адмирала Хироаки Абеа (2 бојна брода, 1 лака крстарица и 11 разарача) и адмирала Гуничи Микаве (4 тешке, 2 лаке крстарице и 6 разарача). Прва ескадра имала је да бомбардује амерички аеродром ноћу 12/13. новембра, а друга да понови напад следеће ноћи. Остале флотне снаге, под командом адмирала Н. Кондоа (1 бојни брод, 2 тешке, 2 лаке крстарице и 9 разарача), имале су задатак да крстаре између острва Трука и Гвадалканала ради обезбеђења и подршке снага ангажованих у нападу.

### Америчка појачања
Обавештени о противниковим намерама, Американци су предузели мере да нова појачања (1 пешадијски пук и неколико батаљона специјалних јединица) пребаце на острво пре почетка јапанске акције. Под заштитом флотног састава адмирала Данијела Келехена (5 крстарица и 11 разарача) и авијације са оближњих база и аеродрома на Гвадалканалу, део контингента упућен 9. новембра са острва Еспириту Санто стигао је на острво ујутро 11. новембра, а сутрадан у зору приспео је и део упућен 8. новембра из Нумеје. Упркос напада јапанских торпедних авиона, људство и скоро сав материјал искрцани су успешно. Пошто се сазнало за приближавање јапанске флоте адмирала Абеа, која је ноћу 12/13. новембра требало да изврши удар по аеродрому, амерички транспортни бродови у пратњи три разарача напустили су Гвадалканал, док је адмирал Келехен са 5 крстарица и 8 разарача остао да одбије јапански напад. Тај задатак пао је на снаге непосредне заштите транспорта, пошто су снаге подршке (главнина, под командом адмирала Томаса Кинкејда - 1 носач авиона, 2 бојна брода, 2 крстарице и 8 разарача) испловиле из Нумеје тек по пристизању првог транспорта на Гвадалканал, пошто је требало извршити оправке на носачу Ентерпрајз, оштећеном у бици код острва Санта Круз.

## Битка

### Прва фаза (12/13. новембра)
Адмирал Келехен је 12. новембра у 22 часа у поретку колоне са по 4 разарача на челу и зачељу, пловио дуж северне обале Гвадалканала ка острву саво. Са противником, који се приближавао у курсу 105○ са крстарицом Нагара на челу, бојним бродовима Хиеј и Киришима позади, по 3 разарача бочно и 5 у претходници, успостављен је радарски контакт 13. новембра у 1 час и 20 минута, на даљини од 30.000 м. Пошто су Американци убрзо окренули у курс 310○, противничке флоте пловиле су у сусрет релативном брзином од 40 чворова. Без радара Јапанци нису знали за приближавање противника. Међутим, Келехен је наређење за отварање ватре издао тек у 1 час и 50 минута, пошто су се претходнице готово судариле. Да би избегао судар, челни амерички разарач нагло је скренуо у курс 315○ што је изазвало неред и пометњу, појачану још и тиме што се чело колоне скоро уклинило у јапански поредак, који се такође пореметио.
Због насталог хаоса развила се битка у мешавини која се не може реконструисати. Бродови су се борили на тако блиским одстојањима да америчка торпеда слабије конструкције од јапанских нису ни експлодирала на циљу, док је велики број зрна испаљених са јапанских бојних бродова пребацио циљеве због немогућности да се оруђима да потребна депресија. Из истог разлога, нарочито на америчкој страни, тешко су страдала надграђа бродова. Борба је трајала до 2 часа, када када су јапански бродови кренули према северу и северозападу, не извршивши основни задатак - бомбардовање мостобрана.
Јапанци су изгубили 2 разарача, а тешко оштећени бојни брод Хиеј потопили су амерички авиони 13. новембра код острва Саво. Американци су изгубили 4 разарача и крстарицу Атланта; крстарице Сан Франциско и Портланд и 1 разарач су тешко, а крстарице Хелена, Џуноу (енгл. Juneau) и 2 разарача лакше оштећени. Губици у људству такође су били велики. На америчкој страни погинули су адмирали Келехен и Норман Скот. Тешко оштећени разарач и крстарица Портланд остављени су у луци Тулаги ради оправке, док је остатак америчке флоте отпловио према Новим Хебридима. На путу су јапанске подморнице торпедовале крстарицу Џуноу, која је потонула са читавом посадом.

### Друга фаза (13/14. новембра)
Покушај бомбардовања аеродрома на Гвадалканалу Јапанци су обновили наредне ноћи (13/14. новембра). Изјутра 13. новембра упућен је за Гвадалканал одред адмирала Микаве, а истог дана испловио је у пратњи 11 разарача под командом адмирала Раизо Танаке и транспорт од 11 великих бродова са комплетном дивизијом која се ноћу 14/15. новембра имала искрцати на острво. Пошто се америчка главнина још увек налазила далеко од Гвадалканала, одред адмирала Вилиса Лија (2 бојна брода и 4 разарача) упућен да пресретне Јапанце, није стигао на време, тако да је Микава без нарочитих тешкоћа извршио удар по аеродрому. уништено је 18 авиона, али аеродром није озбиљније оштећен. На повратку су јапанске бродове напали авиони са Гвадалканала и са носача Ентерпрајз, и потопили тешку крстарицу Кинугаса, а 3 крстарице и 1 разарач теже оштетили. У међувремену, извиђачки авиони открили су и јапански конвој са трупама. У неколико узастопних налета авиона са Гвадалканала, са острва Еспириту Санто и носача Ентерпрајз, потопљено је 14. новембра 7 од 11 транспортних бродова. Са преостала 4 оштећена брода Танака је наставио пут за Гвадалканал.

### Трећа фаза (14/15. новембра)
После уништења главнине трупа упућених на острво и веома оскудних резултата у бомбардовању аеродрома, готово су пропали изгледи на успех јапанског плана да одлучном акцијом избаце Американце са Гвадалканала. Ипак је адмирал Кондо одлучио да ноћу 14/15. новембра искрца преостале снаге, а истовремено изврши удар по аеродрому.
Предвече 14. новембра јапански одред приближавао се Гвадалканалу у следећем распореду: у претходници 1 лака крстарица и 3 разарача под командом адмирала Шинтаро Хашимота; одред адмирала С. Кимуре (1 лака крстарица и 6 разарача) 2-3 миље позади претходнице, обезбеђујући главнину (бојни брод Киришима и 2 тешке крстарице) која је требало да бомбардује аеродром. Ка Гвадалканалу истовремено је пловио и одред адмирала Лија, који је са севера обишао острво Саво и после 22 часа приближио се мостобрану. Пошто је командант јапанске претходнице открио Американце у 22 часа и 10 минута, упутио је своја 2 разарача да извиде предео западно и јужно од острва Саво. С остатком снага претходнице, Хашимото је кренуо ка источној обали острва Саво, док је 1 крстарицу и 4 разарача из Кимурине групе Кондо упутио за разарачима претходнице да нападну Американце јужно од острва Саво.
У међувремену амерички састав узео је курс на запад и у 23 часа и 17 минута напао Хашимотоа који се повукао ка северу, а потом се поново вратио у борбу, пошто се Ли сукобио са Кимуром. У кратком двобоју Јапанци су изгубили 1, а Американци 2 разарача. Борба је поново настављена око поноћи сударом са Кондовим снагама (главнином) које су крстариле западно од острва Саво. За само 7 минута јапански бојни брод Киришима избачен је из строја. Борбу је морао да напусти и амерички бојни брод Јужна Дакота због тешких оштећења на надграђу и уништења скоро свих радарских уређаја.
Пошто је Киришима био неспособан за дејство, Кондо је одустао од намере да бомбардује мостобран. Покушао је једино да заштити транспортне бродове који су у пратњи разарача адмирала Танаке чекали исход битке око 30 миља северозападно од Гвадалканала, али је морао одустати, пошто му је Ли пресекао пут до конвоја. У уверењу да оштећени јапански транспортни бродови због скорог сванућа, односно опасности од америчких авиона, неће ни покушати да искрцају трупе, Американци су 15. новембра 35 минута после поноћи прекинули гоњење. Бојни бродови Јужна Дакота и и Вашингтон отпловили су за Нумеју, а два оштећена разарача - од којих је један због задобијених оштећења на путу потонуо - за Еспириту Санто. Јапански бојни брод Киришима потопили су сами Јапанци 15. новембра, после неуспелих покушаја да се спасе. Супротно очекивању Американаца, адмирал Танака је спровео транспортне бродове до Гвадалканала, али је успео да искрца само преживело људство (око 2.000 људи) без опреме. У току искрцавања Јапанце су напали амерички авиони, а потом и један разарач који је потопио сва 4 транспортна брода. Тиме је тродневна битка код Гвадалканала завршена.

## Последице
Иако су Јапанци претрпели нешто мање губитака у ратним бродовима од противника, стратегијски успех био је на страни Американаца, који су уништили готово комплетну јапанску дивизију и одбили најтежи у низу јапанских напада на мостобран. Штавише, по последицама за Јапанце (који, за разлику од Американаца, нису били у стању да надокнаде претрпљене губитке у изнуравајућим операцијама), битка код Гвадалканала је представљала прекретницу, чији је епилог била одлука Јапанаца од 4. јануара 1943. о напуштању Гвадалканала.